# 周齊曾
周齊曾（？年—？年），字思沂，号唯一，浙江鄞縣人。明末進士。入清後隱居不出。

## 生平
崇禎九年（1636年）丙子科浙江鄉試八十五名舉人，崇禎十六年（1643年）癸未科進士。知廣東順德縣縣事。改知香山縣，香山与黎人隔海相望，土官欲渡海入葬，大府許之，齊曾以為狼子野心，持不可。故相黄士俊家居，多蓄無賴以害民，齊曾捕得，即投之海中。明亡後，棄官逃入剡源，剃光頭髮，立髮冢，名之“囊雲”，自稱無髮居士。同年生王尔禄為海道，求一见，不可得。遭母喪，尔禄赴吊，惟于喪次一謝而已，終身不一入城。所親或强之，至城南，欲自投水中，其孤峻如此。丙戌（1646年）後入山为僧，人稱「囊雲大師」。作詩文，汪洋自恣。終不出仕。《清史稿·遺逸》有傳。其殁也，里人私謚為貞靖先生。